# Angelo Felici
Angelo Felici, italijanski rimskokatoliški duhovnik, škof in kardinal, * 26. julij 1919, Segni, † 17. junij 2007, Rim.

## Življenjepis
4. aprila 1942 je prejel duhovniško posvečenje.
22. julija 1967 je bil imenovan za naslovnega nadškofa Cezarinijane in za apostolskega pronuncija na Nizozemskem; 24. septembra istega leta je prejel škofovsko posvečenje.
13. maja 1976 je postal apostolski nuncij na Portugalskem in 27. avgusta 1979 za apostolskega nuncija v Franciji.
28. junija 1988 je bil povzdignjen v kardinala in imenovan za kardinal-diakona Ss. Biagio e Carlo ai Catinari; za sledeč položaj je bil 9. januarja 1999 povzdignjen v kardinal-duhovnika.
Med 1. julijem 1988 in 13. junijem 1995 je bil prefekt Kongregacije za zadeve svetnikov in med 16. decembrom 1995 in 13. aprilom 2000 je bil predsednik Ecclesia Dei.